# Râul Oarba
Râul Oarba este un curs de apă, afluent al râului Horincea. 